# Катков, Герман Петрович
Герман Петрович Катков (15 июня 1914, Казань — 7 января 1996, Иваново) — советский художник, член Союза художников СССР, Заслуженный деятель искусств Чечено-Ингушской АССР, председатель Союза художников Чечено-Ингушской АССР.

## Биография
Катков родился в 1914 году в Казани. Там же окончил художественное училище в 1936 году. Работал заведующим художественным отделом и заведующим художественной галереей Краеведческого музея Татарской АССР. На момент начала Великой Отечественной войны был заведующим оформительской частью Краеведческого музея. Был призван в армию. Является автором патриотических плакатов периода Отечественной войны.
После окончания войны переехал в Грозный. В 1958-1965 годах был председателем Союза художников Чечено-Ингушетии. В 1966-1996 годах жил в городе Иваново.